# Of the Sun
Of the Sun – piąty album studyjny polskiej grupy indierockowej Trupa Trupa, wydany 13 września 2019 w formatach winylowym, CD i cyfrowym przez wytwórnie Antena Krzyku (Polska), Glitterbeat Records (Europa), Lovitt Records (USA), Moorworks (Japonia). Singlem zwiastującym album był utwór "Dream About" wydany przez amerykańską oficynę Sub Pop.

## Lista utworów
| Nr  | Tytuł utworu    | Długość |
| --- | --------------- | ------- |
| 1.  | „Dream About”   | 3:43    |
| 2.  | „Mangle”        | 3:00    |
| 3.  | „Another Day”   | 4:16    |
| 4.  | „Angle”         | 2:18    |
| 5.  | „Longing”       | 4:23    |
| 6.  | „Remainder”     | 3:02    |
| 7.  | „Anyhow”        | 2:24    |
| 8.  | „Long Time Ago” | 2:51    |
| 9.  | „Of the Sun”    | 4:53    |
| 10. | „Glory”         | 3:04    |
| 11. | „Turn”          | 1:53    |
| 12. | „Satellite”     | 6:43    |
|     |                 | 42:30   |

## Nagrody i wyróżnienia
- 2019: Najlepsze płyty 2019 roku według „Teraz Rocka”: 6. miejsce[5]